# Campionati del mondo di ciclismo su pista 2021 - 500 metri a cronometro
La 500 metri a cronometro ai Campionati del mondo di ciclismo su pista 2021 si è svolta il 23 ottobre 2021.

## Podio
| Pos.    | Atleta             | Nazionalità           |
| ------- | ------------------ | --------------------- |
| Oro     | Lea Friedrich      | Germania              |
| Argento | Anastasija Vojnova | Fed. Ciclistica Russa |
| Bronzo  | Dar'ja Šmelëva     | Fed. Ciclistica Russa |

## Risultati

### Qualificazioni
I migliori otto tempo si qualificano per la finale.
| Posizione | Atleta                   | Nazione               | Tempo  | Gap    | Note |
| --------- | ------------------------ | --------------------- | ------ | ------ | ---- |
| 1         | Anastasija Vojnova       | Fed. Ciclistica Russa | 33.183 |        | Q    |
| 2         | Lea Friedrich            | Germania              | 33.358 | +0.175 | Q    |
| 3         | Dar'ja Šmelëva           | Fed. Ciclistica Russa | 33.369 | +0.186 | Q    |
| 4         | Miriam Vece              | Italia                | 33.374 | +0.191 | Q    |
| 5         | Pauline Grabosch         | Germania              | 33.438 | +0.255 | Q    |
| 6         | Martha Bayona            | Colombia              | 33.552 | +0.369 | Q    |
| 7         | Jana Tyščenko            | Fed. Ciclistica Russa | 33.660 | +0.477 | Q    |
| 8         | Alessa-Catriona Pröpster | Germania              | 34.674 | +1.491 | Q    |
| 9         | Marlena Karwacka         | Polonia               | 34.832 | +1.649 |      |
| 10        | Helena Casas             | Spagna                | 35.337 | +2.154 |      |
| 11        | Alla Bilecka             | Ucraina               | 35.575 | +2.392 |      |
| 12        | Veronika Jaborníková     | Rep. Ceca             | 35.662 | +2.469 |      |
| 13        | Marianis Salazar         | Colombia              | 36.290 | +3.107 |      |
| 14        | Ese Ukpeseraye           | Nigeria               | 38.779 | +4.596 |      |

### Finale
| Posizione | Nome                     | Nazione               | Tempo  | Gap    | Note |
| --------- | ------------------------ | --------------------- | ------ | ------ | ---- |
| 1         | Lea Friedrich            | Germania              | 33.057 |        |      |
| 2         | Dar'ja Šmelëva           | Fed. Ciclistica Russa | 33.163 | +0.106 |      |
| 3         | Anastasija Vojnova       | Fed. Ciclistica Russa | 33.164 | +0.107 |      |
| 4         | Pauline Grabosch         | Germania              | 33.177 | +0.120 |      |
| 5         | Miriam Vece              | Italia                | 33.300 | +0.243 |      |
| 6         | Jana Tyščenko            | Fed. Ciclistica Russa | 33.337 | +0.280 |      |
| 7         | Martha Bayona            | Colombia              | 33.546 | +0.489 |      |
| 8         | Alessa-Catriona Pröpster | Germania              | 34.814 | +1.757 |      |